# Phyllocycla volsella
Phyllocycla volsella är en trollsländeart som först beskrevs av Philip Powell Calvert 1905.  Phyllocycla volsella ingår i släktet Phyllocycla och familjen flodtrollsländor. IUCN kategoriserar arten globalt som livskraftig. Inga underarter finns listade i Catalogue of Life.